# Gare de Négrondes
La gare de Négrondes est une gare ferroviaire française de la ligne de Limoges-Bénédictins à Périgueux, située sur le territoire de la commune de Négrondes, dans le département de la Dordogne en région Nouvelle-Aquitaine.
C'est une halte de la Société nationale des chemins de fer français (SNCF), du réseau TER Nouvelle-Aquitaine, desservie par des trains express régionaux.

## Situation ferroviaire
Établie à 176 m d'altitude, la gare de Négrondes est située au point kilométrique (PK) 473,173 de la ligne de Limoges-Bénédictins à Périgueux entre les gares ouvertes de Thiviers et d'Agonac.

## Histoire
La recette annuelle de la gare est de 48 687 francs en 1881 et de 46 200 francs en 1882.

## Fréquentation
La fréquentation de la gare est détaillée dans le tableau ci-dessous :
|           | 2015  | 2016  | 2017  | 2018  | 2019  | 2020  | 2021  | 2022  | 2023  |
| --------- | ----- | ----- | ----- | ----- | ----- | ----- | ----- | ----- | ----- |
| Voyageurs | 2 202 | 2 600 | 1 898 | 1 607 | 2 425 | 1 806 | 4 890 | 7 557 | 9 037 |

## Service des voyageurs

### Accueil
Halte SNCF, c'est un point d'arrêt non géré (PANG), équipé de deux quais avec abris. 

### Desserte
Négrondes est desservie par les trains TER Nouvelle-Aquitaine qui effectuent des missions entre Bordeaux-Saint-Jean, ou Périgueux, et Limoges-Bénédictins.

### Intermodalité
Il n'y a pas de parking spécialement aménagé mais il est possible de garer quelques véhicules à proximité du bâtiment voyageurs. 